# Terrence Murphy (homme politique canadien)
Pour les articles homonymes, voir Terrence Murphy et Murphy.
Charles Terrence "Terry" Murphy (19 octobre 1926-12 juillet 2008) est un homme politique canadien de l'Ontario. Il est député fédéral libéral de la circonscription ontarienne de Sault Ste. Marie de 1968 à 1972.

## Biographie
Né à Sault-Sainte-Marie en Ontario, Murphy étudie au Holy Angels Catholic School et au Sault Collegiate Institute (en) (classe de 1943). Il entre ensuite au St. Peter's Seminary de London et ensuite, l'année suivante, au Assumption College de l'Université Western Ontario d'où il gradue à l'âge de 19 ans avec B.A. avec honneur en philosophie. Il fréquente ensuite la Osgoode Hall Law School de Toronto.
Durant son passage à Toronto, il héberge chez le philosophe Marshall McLuhan.

### Carrière
En 1949, il devient à 22 ans la plus jeune personnes admise au barreau de l'Ontario. Il revient à Sault-Sainte-Marie et passe sept ans à opérer un cabinet avec George Majic.
Murphy entame une carrière publique en servant comme conseiller municipal de Sault-Sainte-Marie de 1965 à 1966.
Élu député à la Chambre des communes du Canada, il siège au comité parlementaire sur la Justice. En 1970, il devient chef de la délégation canadienne à l'Assemblée parlementaire de l'OTAN. Il sert comme président de l'OTAN en 1971. Il assiste aussi au groupe nommé the Nine Wise Men qui vise au renouvellement de la politique de l'OTAN et de son organisation. Le groupe consistait en une représentation de chaque pays membres, dont ont fait partie l'ancien premier ministre canadien Lester Pearson et le chancelier ouest-allemand Helmut Schmidt.
Alors qu'il est député, il s'oppose au recours à la Loi sur les mesures de guerre par le premier ministre Pierre Trudeau à la suite de l'enlèvement du diplomate britannique James Richard Cross par le Front de libération du Québec (FLQ). Murphy s'objecte à ce qui semble être une suppression injustifiée des libertés civiles et prévoit voter contre la mesure. Une rencontre avec Trudeau a alors lieu et durant laquelle il est menacé d'être exclus du caucus libéral et de voir les subventions bloquées pour sa circonscription. Afin de ne pas faire souffrir les citoyens de sa circonscription, il décide de s'absenter au moment du vote en chambre.
Après une défaite en 1972 et à nouveau en 1979, il retourne à la pratique du droit.
En 1980, il est nommé juge dans le District de Sudbury/Manitoulin et devient ensuite juge à la cour supérieure. Il prend sa retraite en 2000. Cinq ans plus tard, le Advocates' Society place Murphy comme l'un des 50 meilleures avocats ayant pratiqué en Ontario entre 1950 et 2000